# Hydrellia bryani
Hydrellia bryani är en tvåvingeart som beskrevs av Deonier 1995. Hydrellia bryani ingår i släktet Hydrellia och familjen vattenflugor.
Artens utbredningsområde är Florida. Inga underarter finns listade i Catalogue of Life.